# Stefan Straszewicz

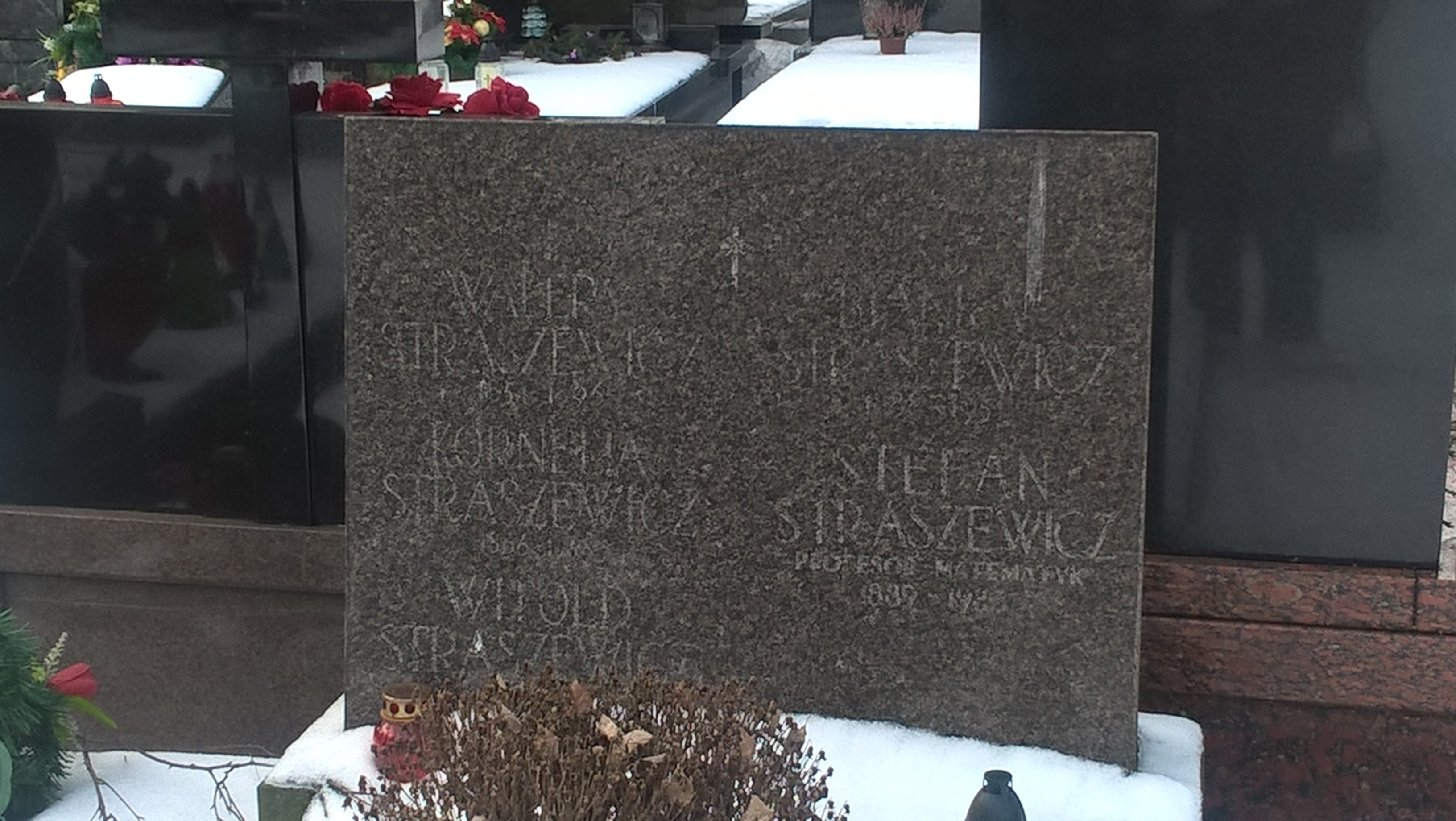
Grób prof. Stefana Straszewicza na cmentarzu Bródnowskim w Warszawie

Stefan Straszewicz (ur. 9 grudnia 1889 w Warszawie, zm. 10 grudnia 1983 tamże) – polski matematyk i pedagog, od 1927 roku profesor Politechniki Warszawskiej.

## Życiorys
Urodził się 9 grudnia 1889 w Warszawie, w rodzinie Walerego i Kornelii Eufemii z Kuczkowskich. Uczęszczał do gimnazjum Wojciecha Górskiego w Warszawie. W 1905 uczestniczył w strajku szkolnym. Złożył eksternistycznie egzamin maturalny w Białymstoku. W latach 1911–1912 odbył służbę w wojsku rosyjskim. Studiował na wydziale filozofii uniwersytetu w Zurychu, w 1914 został doktorem filozofii w zakresie matematyki, jego promotorem był niemiecki matematyk Ernst Zermelo. Podczas studiów w Zurychu był członkiem Filarecji. W 1919 powrócił do Polski, rok później uczestniczył w wojnie polsko-bolszewickiej w stopniu podporucznika. Początkowo wykładał na Uniwersytecie Warszawskim, w 1925 został docentem. W 1926 związał się zawodowo z Politechniką Warszawską, w tym samym roku przedstawił pracę habilitacyjną, a w 1927 uzyskał tytuł doktora nauk. Kierował Katedrą Matematyki na Wydziale Inżynierii Lądowej, Inżynierii, Mechanicznym oraz Budownictwa Lądowego. W latach 1932–1936 był dziekanem Wydziału Inżynierii, w 1938/39 prorektorem. W 1932 został delegatem Polski w Międzynarodowej Komisji Nauczania Matematyki, od 1938 do 1939 był prorektorem Politechniki Warszawskiej. We wrześniu 1939 opuścił stolicę i zamieszkał w Wilnie, gdzie pracował jako nauczyciel matematyki. Powrócił na jesieni 1942 i otrzymał etat w Państwowej Wyższej Szkole Technicznej (działającej za zgodą Niemców jako szkoła zawodowa); równocześnie wykładał na tajnych kompletach. Pomiędzy 1942 a 1945 pełnił obowiązki rektora działającej w konspiracji Politechniki Warszawskiej. W 1948 ponownie został wybrany na prorektora, funkcję tę pełnił trzy lata. Od 1949 do 1969 był przewodniczącym Komisji Programów Matematyki przy Ministerstwie Oświaty. Przez 20 lat stał na czele Komitetu Głównego Olimpiady Matematycznej. W 1953 został wybrany prezesem Polskiego Towarzystwa Matematycznego (funkcję tę pełnił przez dwie kadencje, do 1957), a w 1969 został członkiem honorowym PTM. Od 1957 do 1972 był ponownie delegatem Polski w Międzynarodowej Komisji Nauczania Matematyki (International Commission on Mathematical Instruction, ICMI), a w latach 1963–1966 był wiceprezesem Komitetu wykonawczego ICMI. W roku 1974 otrzymał tytuł doktora honoris causa Politechniki Warszawskiej. Od 1951 był członkiem Towarzystwa Naukowego Warszawskiego.
Od 3 stycznia 1916 żonaty z Bianką Filippini (zm. 1951).
Zmarł w Warszawie, pochowany 17 grudnia 1983 na cmentarzu Bródnowskim (kwatera 21F-1-1).

## Osiągnięcia naukowe
W 1935 udowodnił twierdzenie o przybliżaniu punktów ekstremalnych zwartego zbioru wypukłego w przestrzeni euklidesowej punktami eksponowanymi, nazywane od jego nazwiska, twierdzeniem Straszewicza.

## Podręczniki
- Repetytorium elementów matematyki : definicje, twierdzenia, wzory, tablice
- O wielobokach
- Geometria wykreślna : zajęcia fakultatywne w grupie matematyczno-fizycznej
- Zadania z olimpiad matematycznych T. I-IV
- Matematyka dla klasy III liceum ogólnokształcącego
- Matematyka : kl. 7 (Aleksandrem Białasem)
- Matematyka : kl. 6 (Aleksandrem Białasem)
- Arytmetyka i algebra w klasach V-VIII szkoły podstawowej
- Geometria wykreślna : zajęcia fakultatywne w grupie matematyczno-fizycznej
- Zadania z Czwartej Olimpiady Matematycznej : (1952–1953)
- Zadania z Drugiej Olimpiady Matematycznej : (1950–1951)
- Ciągłość a liczby niewymierne
- Algebra : dla klasy II czteroletniego technikum i liceum zawodowego
- Algebra : dla klasy II pięcioletniego technikum i liceum zawodowego
- Matematyka : algebra, trygonometria i geometria wykreślna : dla I kl. liceum ogólnokształcącego, wydział matematyczno-fizyczny (razem ze Stefanem Kulczyckim)
- 25 lat Olimpiady Matematycznej : wybór zadań (razem z  Jerzym Browkinem, Janem Rempałą)

### Opracowania
Stefan Kulczycki, Opowieści z dziejów liczb (według rękopisu pozostawionego przez Autora przygotował do wydania drukiem Stefan Straszewicz)

## Ordery i odznaczenia
- Order Sztandaru Pracy I klasy (1969)
- Order Sztandaru Pracy II klasy (1956)
- Krzyż Komandorski Orderu Odrodzenia Polski (11 listopada 1936)[7]
- Złoty Krzyż Zasługi (19 sierpnia 1946)[8]
- Medal Dziesięciolecia Odzyskanej Niepodległości[2]
- Medal 10-lecia Polski Ludowej (19 stycznia 1955)[9]
- Brązowy Medal za Długoletnią Służbę[2]
- Medal Komisji Edukacji Narodowej (1967)
- Odznaka tytułu honorowego „Zasłużony Nauczyciel Polskiej Rzeczypospolitej Ludowej” (1957)